# گیر
شهر گیردر ایالت زاکسن در کشور آلمان واقع شده‌است.